# Лонгворт, Николас (винодел)
Николас Лонгворт (англ. Nicholas Longworth; 1782 или 1783, Ньюарк, США — 10 февраля 1863, Цинциннати, США) — американский предприниматель и винодел. Считается отцом американского виноделия.

## Биография
Лонгворт родился в семье Томаса Лонгворта и Аффии Вандерпул Лонгворт. Он недолго работал в магазине старшего брата в Южной Каролине. Вернувшись в родной город, начал изучать право. Около 1803 года он переехал в Цинциннати, где продолжил изучать право у судьи Джейкоба Бёрнета (англ.). В 1807 году Лонгворт женился на Сьюзан Коннор (1786—1865), овдовевшей дочери Сайласа Хауэлла.
Лонгворт торговал недвижимостью, потом заинтересовался виноделием и пытался культивировать европейские сорта винограда. Он не имел успеха, пока не приобрёл местный сорт катоба (англ.) у винодела Джона Адлума (англ.). В 1828 году он отказался от адвокатской практики и полностью посвятил себя виноделию. Он быстро достиг коммерческого успеха. Наряду с Джоном Астором он был одним из двух крупнейших налогоплательщиков в стране. Генри Лонгфелло посвятил Лонгворту стихотворение «Вино катоба». Лонгворт помогал скульптору Хираму Пауэрсу и обсерватории Цинциннати. Кроме винограда, он культивировал землянику. Он написал множество статей о садоводстве в периодические издания.
Лонгворт умер в Цинциннати в 1863 году.

## Семья
У Николаса и Сьюзан Лонгвортов было четверо детей: Мэри (1808—1837), Элайза (1809—1891), Джозеф (1813—1883) и Кэтрин (1815—1893). Среди детей Джозефа были меценатка и художница Мария Сторер и адвокат Николас Лонгворт II (англ.). Сыном последнего был Николас Лонгворт IV (англ.) — политик, спикер Палаты представителей Конгресса США и зять Теодора Рузвельта.

## Примечание
1. 1 2  de Pas L. v. Genealogics (англ.) — 2003.
2. ↑  Hooker, p. 393.
3. 1 2  Pinney, 1989, p. 157.
4. ↑  Cist C. Sketches and statistics of Cincinnati in 1851. W.H. Moore & Co., 1851. P. 333.
5. ↑  Herbemont N. Pioneering American Wine: Writings of Nicholas Herbemont, Master Viticulturist. University of Georgia Press, 2010. P. 149.
6. ↑  Mendelson R. From Demon to Darling: A Legal History of Wine in America. University of California Press, 2009. P. 26.
7. ↑  Carpenter, J. R. Major Silas Howell. Bulletin of the Historical and Philosophical Society of Ohio. Vol. 10. October 1952. P. 329.